# Station Tiel Passewaaij
Station Tiel Passewaaij is een Randstadspoorhalte aan de Betuwelijn, westelijk van Tiel. Het station ligt op de grens van Tiel en Wadenoijen, voor het grootste deel binnen de Wadenoijense grenzen. Het is een onderdeel van het Randstadspoor-project en dient zowel ter ontsluiting van de vinex-locatie Passewaaij als van het dorp Wadenoijen.
Het station zou oorspronkelijk eind 2006 geopend worden, maar de opening werd uitgesteld in verband met problemen met de levering van het glas waaruit het grotendeels bestaat. Het werd op zaterdag 14 april 2007 officieel geopend: om 10.54 uur stopte de eerste trein met genodigden en daarna werd het stationsgebouw feestelijk in gebruik genomen. Op 16 april 2007 is het station in de dienstregeling opgenomen.
In de dienstregeling 2025 wordt Tiel Passewaaij bediend door de volgende treinseries:
| Serie | Treinsoort    | Route                                                                                                  | Bijzonderheden                                                                                          |
| ----- | ------------- | --- | --- |
| 6700  | Sprinter (NS) | Leiden Centraal – Alphen a/d Rijn – Woerden – Utrecht Centraal – Geldermalsen – Tiel Passewaaij – Tiel | Rijdt alleen na 18:00 uur en van vrijdag t/m zondag. Rijdt non-stop tussen Woerden en Utrecht Centraal. |
| 16700 | Sprinter (NS) | Utrecht Centraal – Geldermalsen – Tiel Passewaaij – Tiel                                               | Rijdt enkel eenmaal halverwege de dinsdag- en zondagavond en alleen richting Tiel.                      |
| 6900  | Sprinter (NS) | Den Haag Centraal – Gouda – Utrecht Centraal – Geldermalsen – Tiel Passewaaij – Tiel                   | Rijdt alleen van maandag t/m donderdag tot 18:00 uur.                                                   |

## Bus
- Buslijn 46: Station Tiel Passewaaij - Tiel station - Kerk Avezaath - Buren - Asch - Zoelmond - Beusichem - Culemborg

## Ontwikkeling aantal reizigers
Het aantal door NS vervoerde reizigers (per gemiddelde werkdag) ontwikkelde zich sedert 2019 als volgt:
| Jaar | Aantal reizigers |
| ---- | ---------------- |
| 2019 | 1.515            |
| 2020 | 667              |
| 2021 | 743              |
| 2022 | 1.019            |
| 2023 | 1.209            |
| 2024 | 1.177            |

## Afbeeldingen

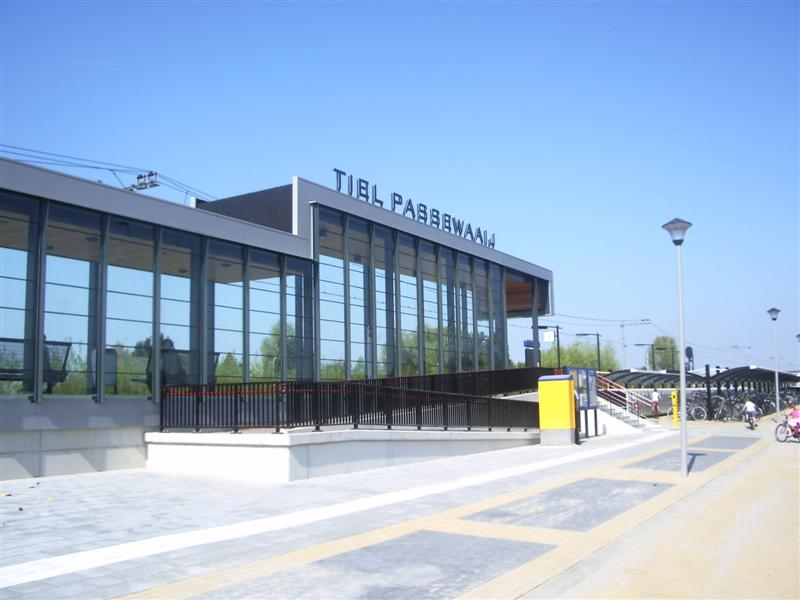
Station in 2007
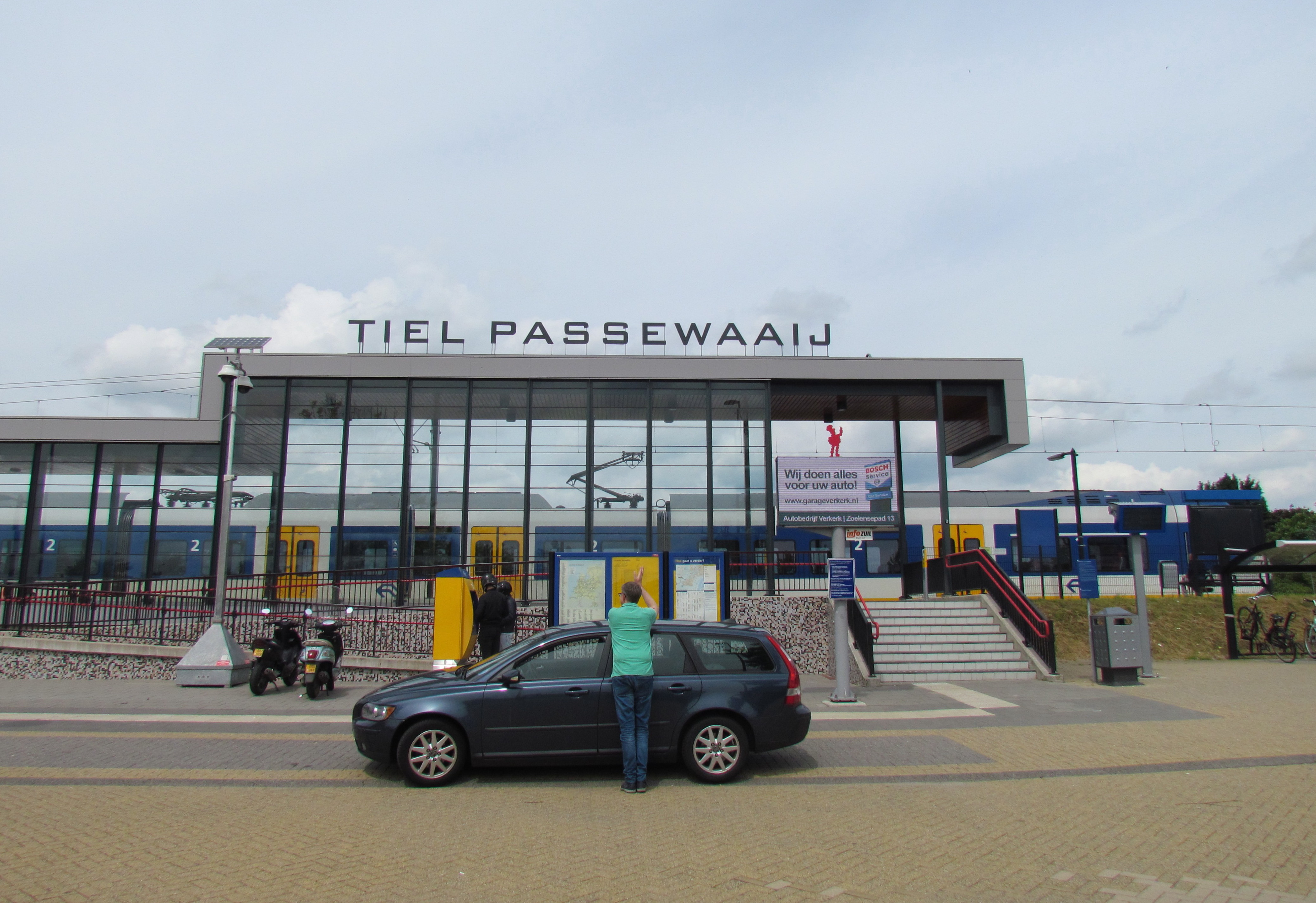
Station in 2017
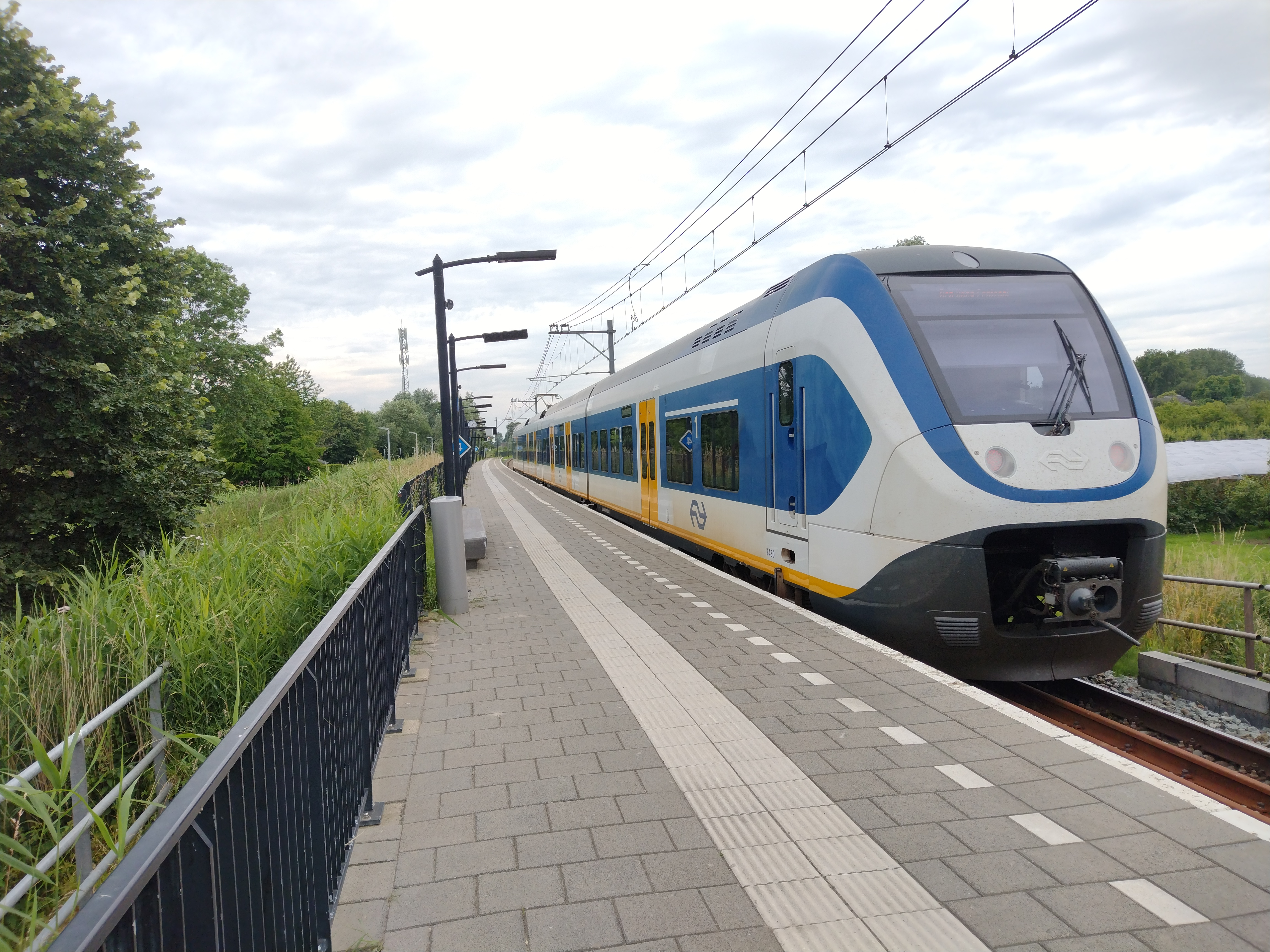
SLT op het station
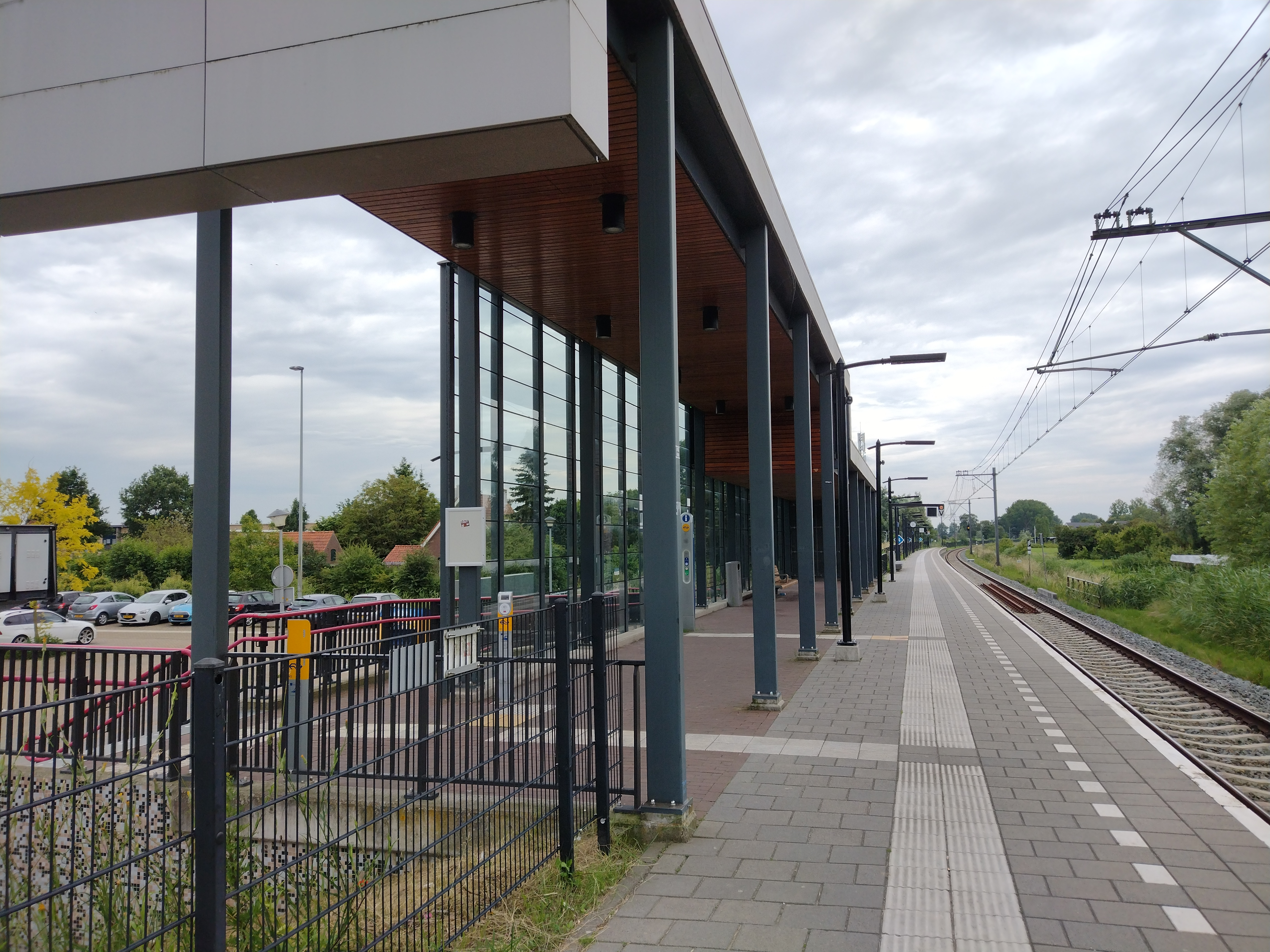
Perron

0: Elst ·
1: Vork ·
6: Valburg ·
11: Zetten-Andelst ·
15: Hemmen-Dodewaard ·
17: Opheusden ·
21: Kesteren ·
25: Schaapsteeg ·
27: Echteld ·
33: Tiel ·
35: Tiel Passewaaij ·
37: Wadenoijen ·
41: Utrechtsche Straatweg ·
45: Geldermalsen ·
51: Beesd ·
55: Rhenoy ·
58: Leerdam ·
66: Arkel ·
Gorinchem Noord ·
71: Gorinchem ·
73: Schelluinen ·
75: Giessen-Nieuwkerk ·
77: Boven Hardinxveld ·
78: Hardinxveld-Giessendam (1885) ·
79: Hardinxveld-Giessendam (1957) ·
80: Gasfabriek ·
Hardinxveld Blauwe Zoom ·
84: Sliedrecht ·
86: (Sliedrecht) Baanhoek ·
87: Sliedrecht Baanhoek ·
90: 't Visschertje ·
91: Dordrecht Stadspolders ·
94: Dordrecht
Huidige stations:
Aalten ·
Apeldoorn · 
-De Maten · 
-Osseveld ·
Arnhem:
-Centraal · 
-Presikhaaf · 
-Velperpoort · 
-Zuid ·
Barneveld:
-Centrum · 
-Noord ·
-Zuid ·
Beesd ·
Brummen ·
Culemborg ·
Didam ·
Dieren ·
Doetinchem · 
-De Huet · 
Duiven ·
Ede:
-Centrum ·
-Wageningen ·
Elst ·
Ermelo ·
Gaanderen · 
Geldermalsen ·
't Harde ·
Harderwijk ·
Hemmen-Dodewaard ·
Kesteren ·
Klarenbeek ·
Lichtenvoorde-Groenlo ·
Lochem ·
Lunteren ·
Nijkerk ·
Nijmegen · 
-Dukenburg · 
-Goffert · 
-Heyendaal · 
-Lent ·
Nunspeet · 
Oosterbeek ·
Opheusden ·
Putten ·
Rheden ·
Ruurlo ·
Terborg ·
Tiel · 
-Passewaaij ·
Twello · 
Varsseveld · 
Veenendaal-De Klomp · 
Velp · 
Voorst-Empe · 
Vorden · 
Wehl ·
Westervoort · 
Wezep · 
Wijchen ·
Winterswijk · 
-West · 
Wolfheze · 
Zaltbommel · 
Zetten-Andelst · 
Zevenaar · 
Zutphen
Voormalige stations: lijst van voormalige spoorwegstations in Gelderland